# Smukke dreng
Smukke dreng er en dansk dramafilm fra 1993. Carsten Sønder har både skrevet manuskriptet og instrueret.

## Handling
Handlingen udspiller sig i det københavnske trækkerdrenge-miljø, hvor vi følger Nick, der er stukket af hjemmefra og lever sammen med en gruppe af drenge, der ernærer sig ved prostitution. De hænger ud på Vesterbro omkring Københavns Hovedbanegård. Nick flytter ind hos Ralf (Stig Hoffmeyer), der er universitetslektor i astronomi, hvilket også interesserer Nick. Han får kost og logi hos Ralf en periode, men bliver smidt ud pludseligt, da Ralfs kone vender hjem fra en rejse. Efter at have været hjemme hos sin mor kort, flytter han ind hos René (Benedicte W. Madsen), der er gruppens eneste pige, men som giver sig ud for at være trækkerdreng. Ralf vender tilbage, da konen har forladt ham. Han bliver jaloux på René og overfalder hende. Nick opsøger ham sammen med gruppen, og filmen ender med, at Ralf bliver dræbt, da Nick kaster en sten efter Ralf og rammer ham i hovedet, så han bliver slået bevidstløs og falder udover et trappegelænder.

## Medvirkende
Blandt de medvirkende kan nævnes:
- Christian Tafdrup - (Nick)
- Benedicte W. Madsen - (Rene)
- Rami Nathan Sverdlen - (Max)
- Sune Otterstrøm - (Jan)
- Jacob Vikkelsøe - (Franz)
- Daniel Barfod - (Jean)
- Rasmus Botoft - (Steen)
- Stig Hoffmeyer - (Ralph)
- Bent Hesselmann - (Hartvig)
- Niels Jørgensen - (Mortensen)
- Kit Goetz - (Mor)
- Birgit Brüel - (Nicks mormor)
- Nils Vest - (Kingo)
- Erik Louring - (Støvsugermand)
- Ulla Nielsen - (Nabokvinde til mor)
- Joan Ørting - (Pas-kontordame)